# Adeline André
Adeline André (ejtsd: [a.də.lin an.dʁe]), (Bangui, 1949 –) francia divattervező, a tizenhat párizsi haute couture divattervezőház egyikének vezetője.

## Korai évek
1949-ben a Közép-afrikai Köztársaság fővárosában, Banguiban született.
Az Ecole de la Chambre Syndicale de la Couture Parisienne-ben tanult, ahol többek között Salvador Dalíval voltak iskolatársak.
A szürrealista Dalí hatására André ettől kezdve a művészet és a divat határvidékén egyensúlyozott.
Diplomája megszerzése után 1970-ben csatlakozott Christian Diorhoz, ahol Marc Bohan asszisztenseként az haute couture és ready-to-wear kollekciókért felelt. 
1976-ban, miután Louis Féraud-val és Castelbajac-kal is dolgozott, megalkotta az első saját nevével fémjelzett kollekciót a Didier Grumbach alapította Créateurs & Industriels számára .

## Életút
1981-ben Párizsban, először a rue d'Aboukir, majd a rue Léopold Bellan utcában megalapította saját tervezőirodáját, Adeline André néven. 
Az indulásnál Dohár István, egy magyar divattervező, és barátja, Nicolas Puech segítette anyagilag, útóbbinak vezető tervezője volt ekkoriban.
Ugyanebben az évben bejegyeztette a l'Institut National de la Propriété Industrielle-nél a híres Three Sleeve Holes elnevezésű szabadalmát. 
1982-ben a World Intellectual Property Organizationnél (WIPO) is bejegyeztette a formatervezési újítását. A modellből mára olyan múzeumi gyűjteményekben találhatók példányok, mint a párizsi Palais Galliera, a New York-i Fashion Institute of Technology és a liszaboni Design Museum de Lisbonne.
Az első saját divatbemutatóját az 1983/84-es őszi-téli ready-to-wear kollekciójával a párizsi Daniel Templon galériában tartotta 1983. március 16-án. A Gérard Garouste által készített óriási festmény , mint díszlet előtt megrendezett divatbemutatón a vendégek a ruhákat viselve óriási Polaroïd felvételek készítéséhez pózolhattak. 
Az Adeline André márkát 1983. november 15-én jegyezték be Párizsban. 1987 márciusáig André olyan helyeken mutatta be kollekcióit, amelyeket korábban soha nem használtak divatbemutatókra, például: az Ecole Nationale des Beaux Arts "Cour Vitrée" Rue Bonaparte; vagy a Centre des Conférences Internationales "Grand Salon" Avenue Kléber, ahol 1973-ban aláírták a párizsi békeszerződést, amely véget vetett a vietnami háborúnak.
Ezeken a helyeken mutatta be kollekcióit olyan modelleken, mint Dovanna, Anh Duong, Terry Toye, Angela Wild, Eugenie Vincent, akiket arra kért, hogy vegyüljenek el a vendégek között, így teremtve nyugodt és bensőséges légkört, szemben az akkori színpadi bemutatókkal. Adeline André magas és karcsú fazonokat tervezett, könnyed és formás vállszabással, rugalmas, vékony anyagokból, amelyeket mindig az ő személyesen meghatározott színválasztékának megfelelően kellett megfesteni.
A következő években kizárólag a magánügyfelei, férfiak és nők számára készített kollekciókat, akiknek új, különleges terveket készített, amelyeket először a "topofwear" elnevezésű partikon, utazó magánbemutatókon mutatott be galériákban, műtermekben vagy barátai szalonjaiban Párizsban, Londonban és New Yorkban. 
1994-ben Adeline André megnyitotta a Rue Villehardouin 5. szám alatti üzletét a Marais-ban, a régi párizsi negyedben, a Place des Vosges közelében, ahol 1995 júliusától minden szezonban bemutatta a "Nouvelle Couture" elnevezésű kollekcióját. 
Jelenleg a nevét viselő divatház vezető tervezője.

## Haute Couture
1997 májusában Adeline Andrét a Chambre Syndicale de la Haute Couture Parisienne tiszteleti tagjjává választották. 
A Haute Couture hivatalos éves programja részeként  az 1997/98-as őszi-téli kollekcióját mutatta be először a Cartier Kortárs Művészeti Alapítványban.
2005 januárja óta a Chambre Syndicale de la Haute Couture rendes, hivatalos tagja, amely haute couture rangra emelte.

## Színház, oktatás
1997. december 11-én a Francia Kulturális és Kommunikációs Minisztérium "Officier dans l'Ordre des Arts et des Lettres" rangra emelte, a címet a kortárs színház, az opera és a tánc számára készített számtalan jelmezével érdemelte ki.
A 2021/22-es évadban jelmezei a Bayerisches Staatsballettben szerepeltek.
André 2010 óta színészetet tanít az alma materében, részt vesz galériák és múzeumok kiállításain, valamint balett-, opera- és színházi jelmezeket tervez.

## Kitüntetés
2010-től a francia Becsületrend lovagja.